# 삼익THK
삼익THK주식회사(한국어: 삼익티에이치케이주식회사, 영어: SAMICK THK CO., LTD.)는 대한민국의 볼베어링 및 롤러베어링 제조업을 영위하는 기업이자, LM시스템, 메카트로시스템, 줄 등을 생산하는 기업이다. 삼익THK는 유가증권시장에 상장한 중견기업이다. 본사는 대구광역시 달서구에 위치하고 있다. 삼익THK는 1960년 산업현장에 필수적으로 사용되는 다듬질 공구인 줄을 제조·판매하는 회사로 시작해 현재 산업설비자동화의 필수요소 부품인 LM가이드와 볼나사의 직선운동시스템 사업, 메카트로닉스 사업을 하고 있다.
1991년 일본 THK와 기술제휴를 맺은 이후로 40년 이상의 파트너십을 이어오고 있다.

## 제품
LM시스템은 고품질, 저가격, 무인화를 통한 생산성 향상을 실현하기 위해 반드시 필요한 제품으로 머시닝 센터에서 CNC 선반, 로봇, 반도체 LCD 제조설비 등에 이어 의료기기, 유비쿼터스, 면진 등 건축분야에 이르기까지 광범위하게 사용된다. 메카트로 시스템은 고정도의 LM가이드와 볼나사를 사용해 고속, 고정도의 위치제어를 실현하는 필수 부품이다. 직교 로봇과 정밀 스테이지, 자체 개발한 리니어 모터, 6측 다관절 로봇 등 최적의 솔루션을 제공한다.

## 조직
삼익THK는 국내 반도체, LCD, FPD, 공작 기계산업 등의 성력화와 경쟁력 확보에 기여해 나가고 있다. 대구 성서산업단지에 본사 공장을 두고 있으며 평택, 현풍, 달성, 성서, 다산 등 전국 각지에 직할공장을 두고 5개의 별도 자회사도 운영 중이다. 본사 공장에서는 LM가이드를 주력으로 생산하고 있으며, 서울에 총괄 영업본부를 구축해 전국적으로 총 15곳의 영업망을 운영하고 있다.

## 연혁
삼익THK는 1991년부터 수입에 의존하던 LM가이드를 국산화 하여 국내 최초로 생산을 시작했다. 20년 후인 2011년에는 볼나사를 생산하면서 국내 LM시스템의 기술경쟁력을 높이는데 주력해 왔다. 특히 우리나라가 세계시장을 주도하고 있는 반도체, 디스플레이, 2차전지 생산 장비의 품질경쟁력 제고에 기여해 오고 있다.

### 1960년대
- 1960년 5월 10일 삼익공업사 창업(철공용 줄 생산 판매 개시)
- 1965년 10월 5일 '(주)삼익줄'로 법인 전환

### 1970년대
- 1970년 4월 25일 삼익줄공업(주)로 상호 변경
- 1970년 11월 30일 미국 그로브마스트사와 줄 수출 계약 체결(한국 최초)
- 1972년 5월 1일 철제쌀통 (삼익쌀통) 제조 판매 시작

### 1980년대
- 1980년 8월 2일 줄(鑢, File) KS표시 허가 등록
- 1983년 8월 17일 삼익공업(주)로 상호 변경
- 1984년 4월 1일 일본 THK社와 LM시스템 한국 대리점 계약 체결
- 1987년 3월 28일 삼익정공(주) 설립 (각종 자동화기기 사업)
- 1987년 8월 1일 부설 기술연구소 설립
- 1989년 9월 26일 한국증권거래소에 주식 상장

### 1990년대
- 1991년 5월 31일 일본 THK社와 합작투자 및 기술도입계약 체결[3]
- 1991년 11월 25일 LM가이드 공장 준공 및 국내 최초 생산 개시
- 1995년 9월 6일 LM가이드, 자본재 전략품목으로 선정(통상산업부)
- 1996년 11월 15일 ISO 9001 인증 획득
- 1999년 1월 19일 기술경쟁력 우수기업 지정
- 1999년 5월 1일 (주)THK-삼익슬라이드 설립(슬라이드팩 생산, 판매)

### 2000년대
- 2001년 5월 1일 삼익LMS(주)로 상호 변경[4]
- 2003년 5월 23일 세계일류상품선정『직선운동베어링』(산업자원부)
- 2003년 9월 15일 부품소재 기술개발사업자로 선정(산업자원부)
- 2003년 11월 15일 삼익HDS(주) 설립
- 2004년 3월 24일 삼익장학회 설립
- 2005년 10월 5일 삼익키리우(주) 설립
- 2006년 3월 15일 삼익THK(주) 본사 이전(대구 달서구 월암동 1005)
- 2006년 4월 20일 삼익THK(주)로 상호변경
- 2006년 10월 10일 삼익THK 자원봉사단 창단
- 2008년 6월 4일 MC생산본부 안성공장 준공

### 2010년대
- 2010년 7월 21일 삼익HDS 달성2차 산업단지로 이전, 준공식
- 2011년 3월 3일 볼나사 국내생산 시작
- 2011년 3월 14일 MC생산본부 달성공장 준공식
- 2011년 11월 2일 "삼익THK 50년사" 발행
- 2012년 11월 20일 대구문화재단과 "기업과 문화예술 동반성장"협약[5]
- 2013년 12월 19일 볼나사 사업부 공장이전
- 2014년 12월 17일 삼성전자와 다관절 로봇 개발 업무협약 체결

## 언론 자료
- 10년마다 '주력' 바꿔 부품시장 강자 되다 - 노컷뉴스 CBSi The Scoop 김건희 기자 2014-01-14

## 기업 시황
- 2007년 2월 5일 삼익THK는 2006년 당기순이익이 113억 2925만 원으로 2005년에 비해 3.6% 증가했다고 공시한 바 있다.[6]
- 2007년 3월 19일 삼익THK는 2007년 경영계획을 매출액 1,600억 원, 경상이익을 172억 원으로 잡았다고 공시한 바 있다.[7]

## 사회공헌
- 2010년 6월 9일 삼익THK(주) 진영환 대표이사 회장이 계명대학교 신일희 총장에게 발전기금 2억 원을 쾌척했다.[8]